# Quando me'n vo'
"Quando me'n vo'", även känd som "Musettas vals", är en sopranaria, en vals i andra akten av Giacomo Puccinis opera La bohème från 1896. Den sjungs av Musetta i närvaro av sina bohemiska vänner i hopp om att återta uppmärksamheten från sin tillfälliga pojkvän Marcello.
Denna scen utspelar sig på Café Momus. Strax efter att Mimì, Rodolfo och deras vänner har satt sig ner för en drink, dyker Marcellos före detta flickvän Musetta upp med sin nuvarande beskyddare, den äldre Alcindoro. De grälar en stund, sedan börjar avsnittet med att Musetta initierar sitt drag på Marcello. Hon tar plats i rampljuset, musikaliskt sett, för en kort självfrämjande aria (Quando me'n vo'). Det är en sång som riktar sig lika mycket till människorna på kaféet som till publiken på teatern.

## Senare versioner
Populära versioner av melodin gjordes under 1950-talet, bland annat en amerikansk topp 40-hit av Sammy Kaye ("You") och en version av Della Reese ("Don't You Know?"), som nådde andraplatsen på amerikanska Billboard Hot 100.
Dessutom användes ett arrangemang av låten av pianisten Dick Hyman och saxofonisten Moe Koffman i soundtracket till filmen Mångalen.